# Вулиця Юзефінська в Кракові
Вулиця Юзефінська в Кракові - вулиця в Кракові, в дільниці Подгуже, проходить від вулиці Бродзінського до вулиці Львівської.
Вулиця Юзефінська — одна з найстаріших вулиць первісного міського плану Підґуже. Виділили її після того, як Подґуже отримало права міста у 1784 році, на місці колишнього шляху, що вів у бік Велічки.
У 1941–1943 роках вулиця Юзефінська була в межах Краківського гетто .

## Основні будівлі
Історична забудова зосереджена в початковій частині вулиці, в районі вулиці Бродзінського. Є тут:
- Класицистичні будинки № 2 і 4 ( корчма «Під Левем» ) кінця XVIII ст.
- Пізньокласичний будинок (№ 10-12) 30-х років 19 ст. (Arbeitsamt під час Другої світової війни).
- Колишня будівля Подгурська каса ощадності , нинішня штаб-квартира банку "Pekao SA" (№ 18) – будівлю збудував у 1910 році Антоні Достал. Має цікавий фасад у стилі модерн. Над входом — барельєф «Економія» та герб Подгуже. Під час Другої світової війни місце єврейської громадської самопомочі . У 1942 році тут було місце відбору мешканців гетто, яке проводило гестапо [2] .

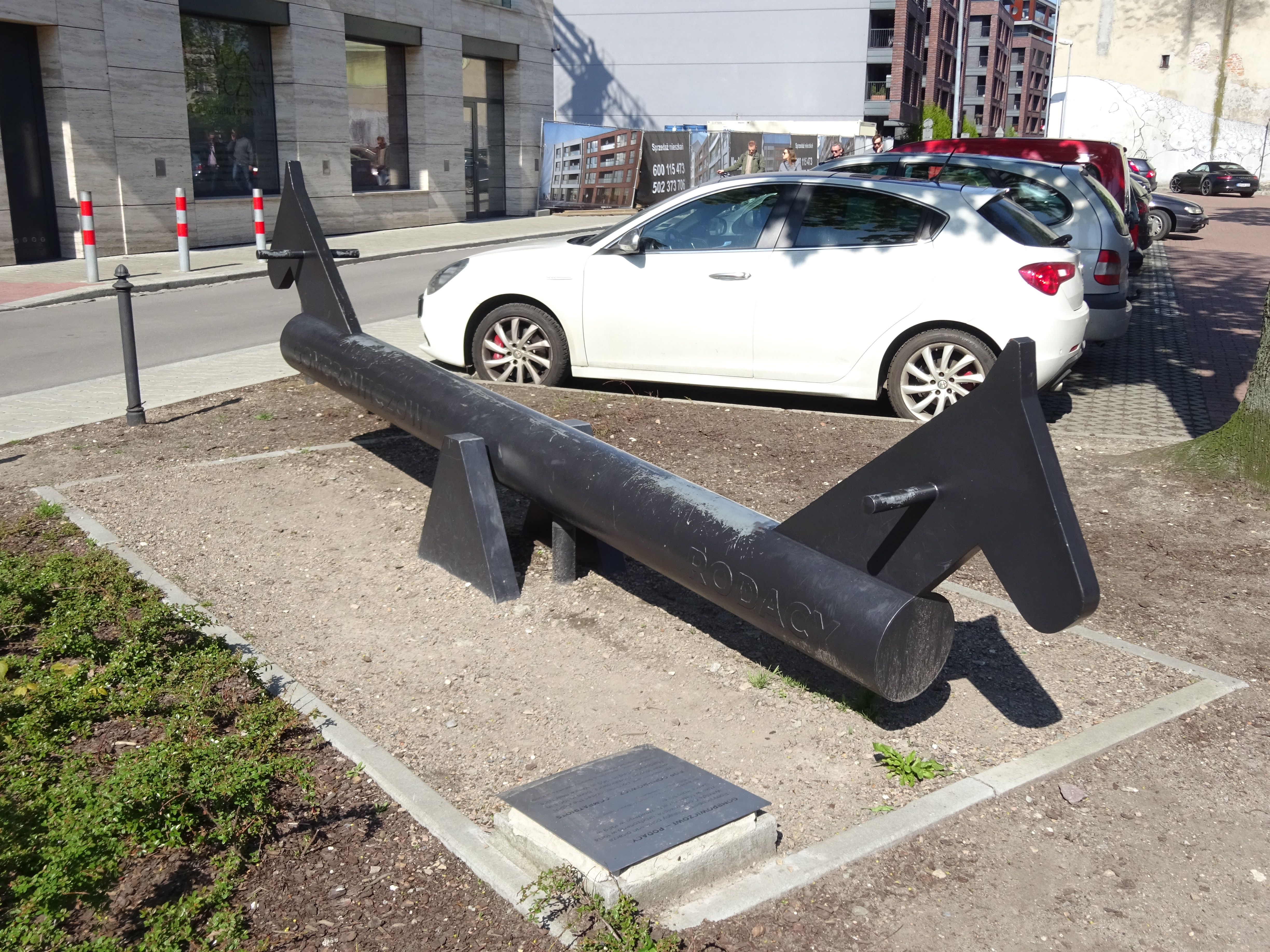
Пам'ятник-гойдалка на честь Вітольда Ґомбровича (Gombrowiczowi Rodacy) на вул. Юзефінській, на перехресті з вул.Півною
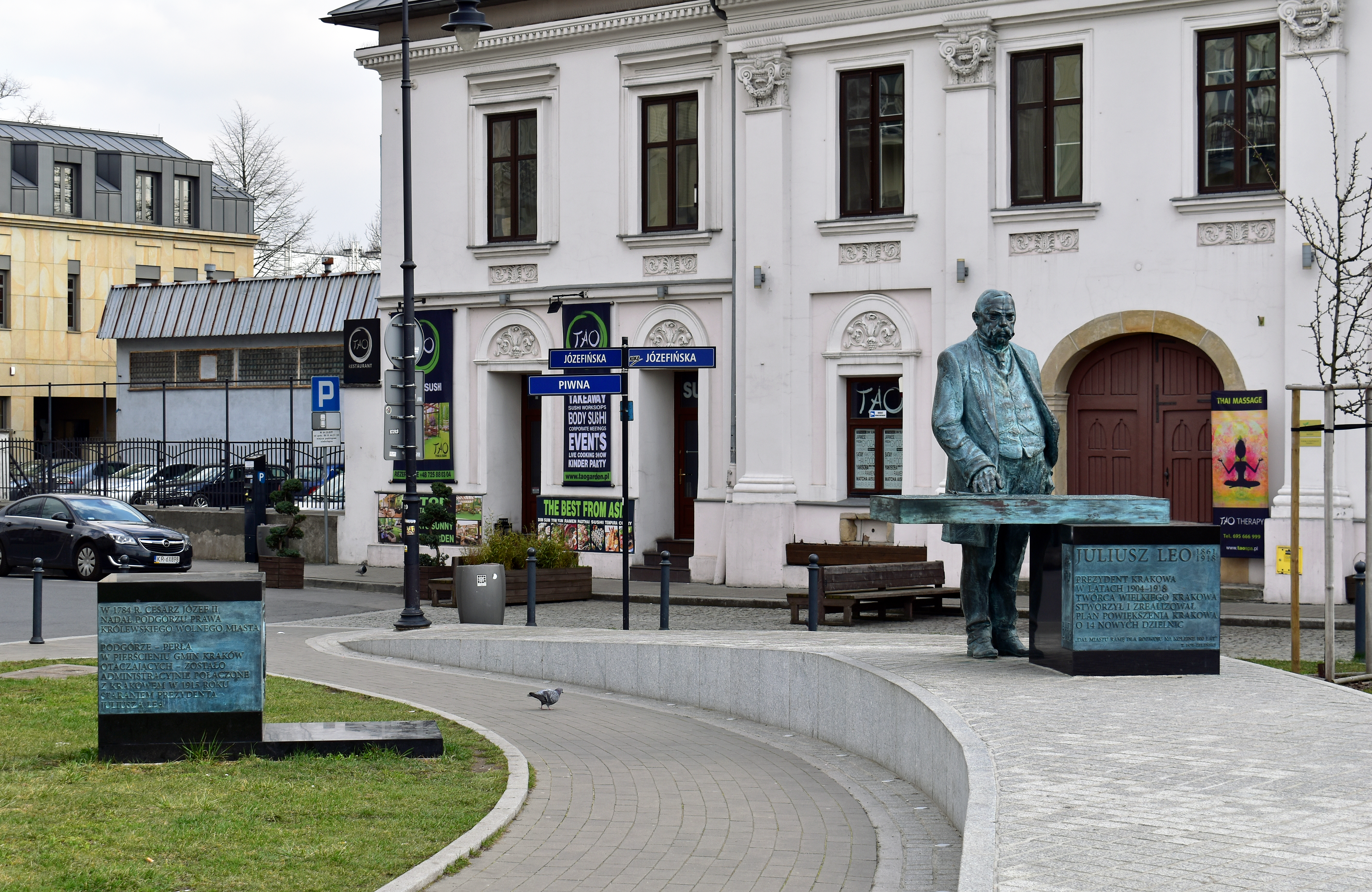
Пам'ятник Юліушу Леа.
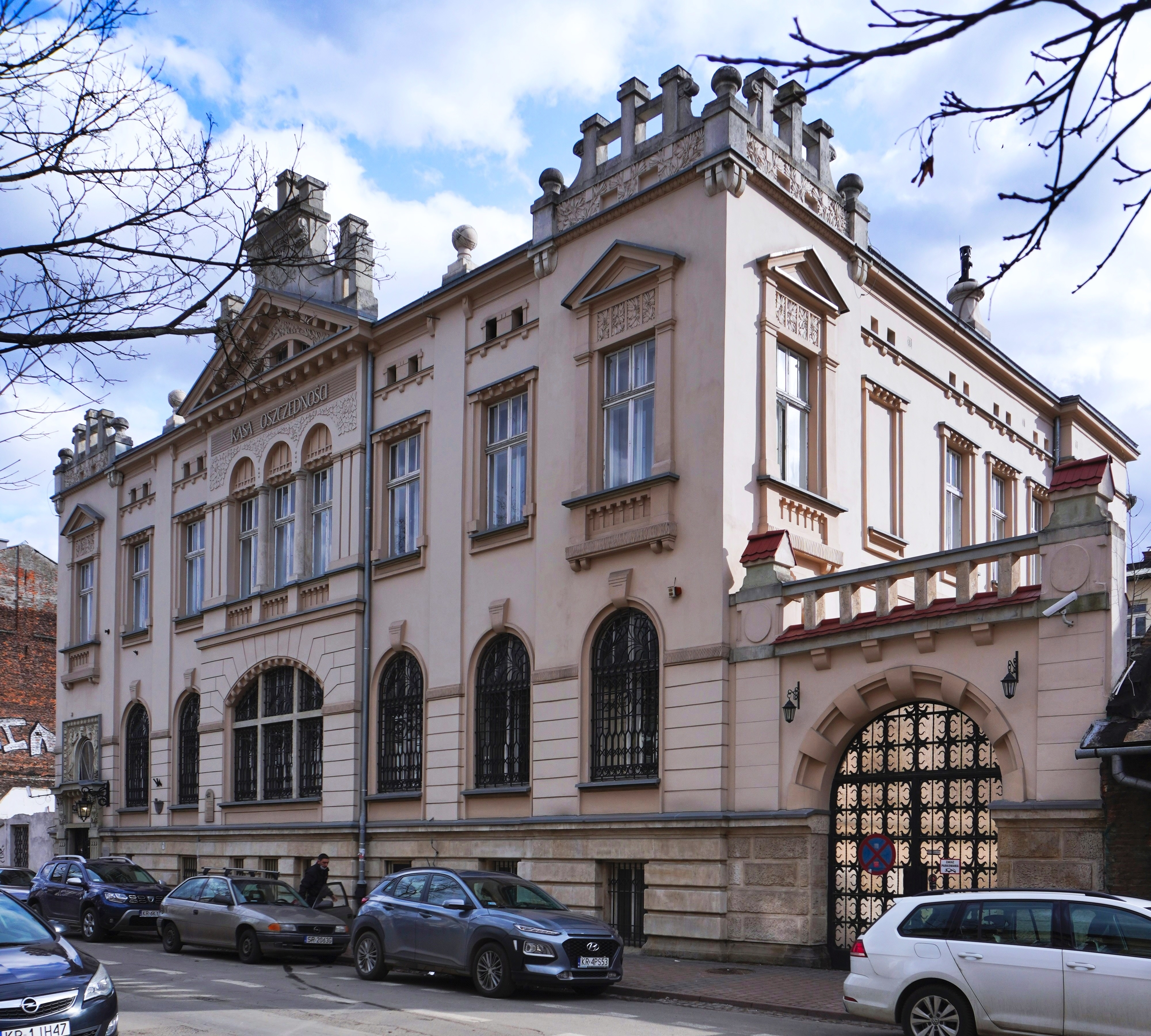
вул. Юзефінська 18 Будівля колишньої муніципальної ощадної каси міста Подґуже (проект Антоні Достала, 1909–1910)
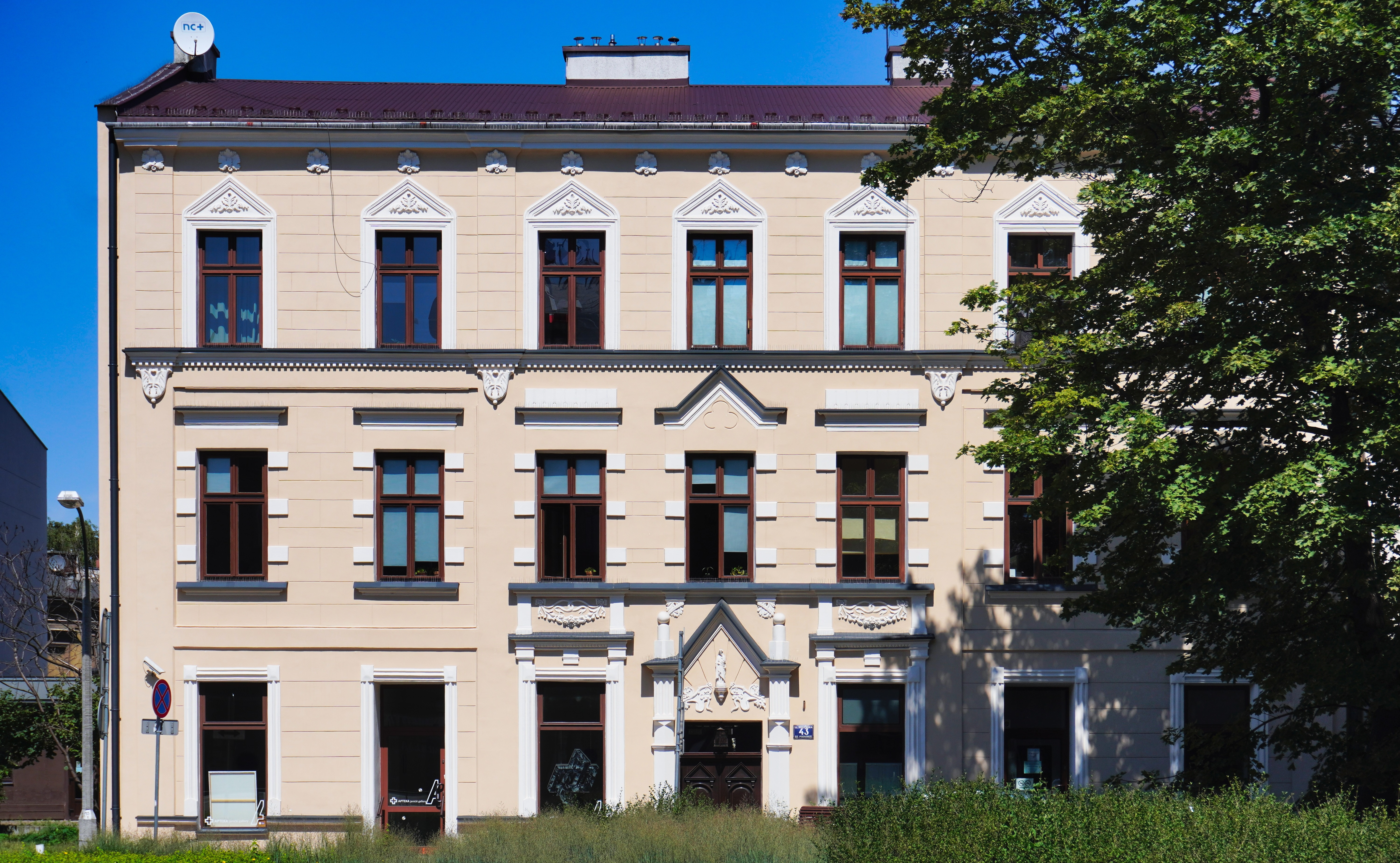
вул. Юзефінська 43 Багатоквартирний будинок (бл. 1890 р.)

## Виноски
1. ↑  Löw, Andrea (2014). Krakowscy Żydzi pod okupacją niemiecką 1939–1945. Kraków: Universitas. с. 70–71. ISBN 978-83-242-2642-9.
2. ↑  Mapa Podgórza z opisem obiektów, portal: Podgorze.pl